# Ptenidium longicorne
Ptenidium longicorne är en skalbaggsart som först beskrevs av Johann Mihály Fuss 1868.  Ptenidium longicorne ingår i släktet Ptenidium, och familjen fjädervingar. Arten har ej påträffats i Sverige.